# NGC 5822
NGC 5822 (другие обозначения — OCL 937, ESO 176-SC9) — рассеянное скопление в созвездии Волк.
Этот объект входит в число перечисленных в оригинальной редакции «Нового общего каталога».